# Intarsio

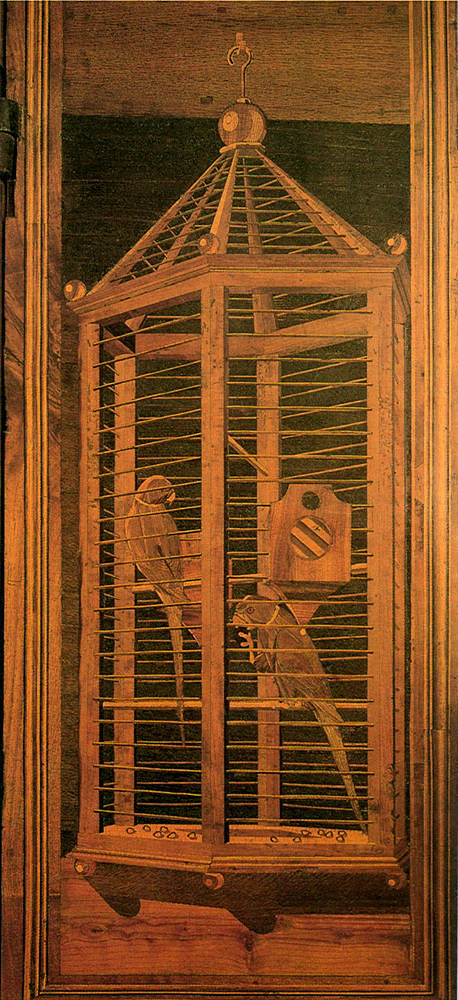
Benedetto da Maiano (attr.), tarsia con gabbia di uccelli, Studiolo di Federico da Montefeltro, Urbino

L'intarsio o tarsìa è un tipo di decorazione che si realizza accostando minuti pezzi di legni o altri materiali di colori diversi. Diffusa già nel Trecento, tra il 1440 e il 1550 raggiunge il massimo della fioritura, sviluppando quello che verrà definito da André Chastel "il cubismo del Rinascimento".
Fino a tutto il XV secolo la tarsia rimase una forma artistica praticata essenzialmente solo in Italia; in seguito si diffuse, seppure molto cautamente, anche al di là delle Alpi.
Simile è l'ebanisteria, dove però come materiale viene utilizzato esclusivamente il legno, inoltre è un termine applicato dal XVII secolo, soprattutto riguardo alla decorazione del mobilio.

## Tecnica e soggetti
Prima di procedere all'intarsio con pezzetti di legno, veniva creato un cartone, spesso disegnato da pittori di professione, che affidavano la realizzazione dei manufatti ad artigiani specializzati. La tecnica consisteva nell'accostare legni e, talvolta, altri materiali (avorio, osso o madreperla), tagliati in modo da combaciare perfettamente, fino ad ottenere disegni che, nei migliori casi, arrivavano ad una notevole complessità virtuosistica.
I diversi colori dipendevano dalle tinte proprie delle varie essenze, variate ulteriormente a seconda del taglio e dell'inclinazione delle venature, che facevano variare la rifrazione della luce sulla superficie. Talvolta si ricorreva poi alla tintura dei pezzi ottenuta bollendoli con sostanze coloranti, mentre i toni più scuri erano di solito ottenuti tramite una brunitura con ferri roventi, effettuata solitamente dopo la posa in opera. 

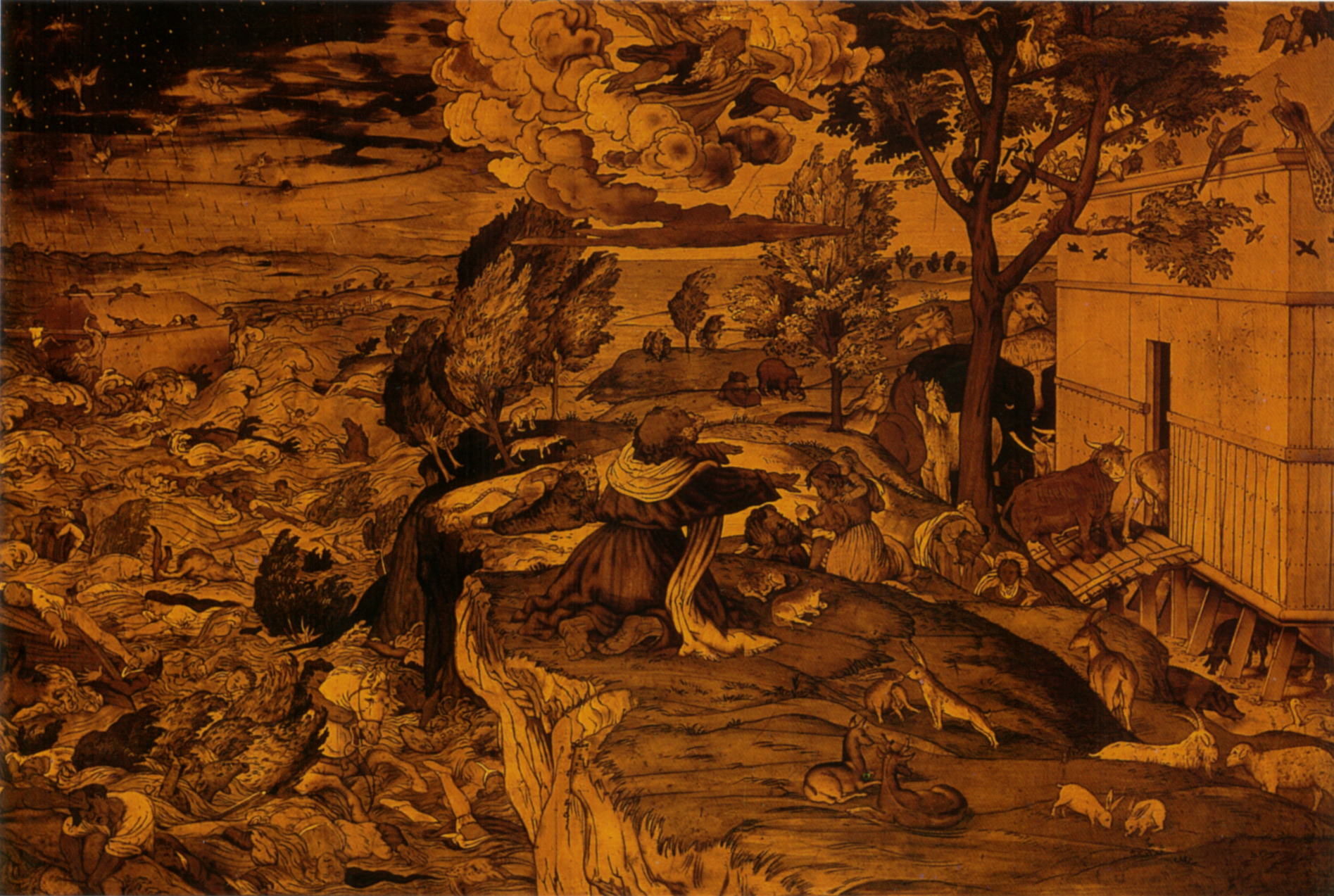
Arca di Noè, Tarsie del coro di Santa Maria Maggiore di Bergamo eseguite da Capoferri su disegno di Lorenzo Lotto

La tarsia venne impiegata nella decorazione di cofanetti, cassoni nuziali, porte, mobili da sagrestia, stalli e per il rivestimento di cori e di studioli privati. Nel periodo d'oro del Rinascimento, la tarsia era correlata ad aspetti teorici, di applicazioni delle leggi prospettiche per realizzare perfetti trompe-l'œil, tanto da farne una delle arti più diffuse tra la committenza più elevata. Le tarsie nelle sagrestie o negli studioli dei grandi principi del tempo erano accomunate da un carattere di "separatezza riflessiva", al quale si adattava perfettamente il carattere immoto e non narrativo delle vedute, degli armadietti e degli oggetti rappresentati. Si trattava di soggetti antesignani del paesaggio e della natura morta, che in pittura, nel Rinascimento, non avevano ancora una propria autonomia espressiva.
Frequenti erano oggetti come le coppe sfaccettate, le clessidre, i candelabri, i compassi, i solidi geometrici, le gabbie di uccelli, i pezzi di armature, ecc. Frequenti erano poi gli armadi semiaperti, che lasciavano intravedere il corredo tipico dello studioso umanista, come libri e strumenti musicali: non di rado tali soggetti erano raffigurati su sportelli di veri armadi a muro che spesso contenevano oggetti del tutto simili a quelli raffigurati.
Le rappresentazioni erano sempre comunque legate alle regole prospettiche della pittura vigente, e gli stessi pittori che fornivano i cartoni si adattavano alle specificità di questo genere decorativo. Impossibile è ad esempio immaginare la produzione di maestri come Lorenzo e Cristoforo da Lendinara senza l'influsso delle vedute silenziose e geometrizzate di Piero della Francesca.

## Storia

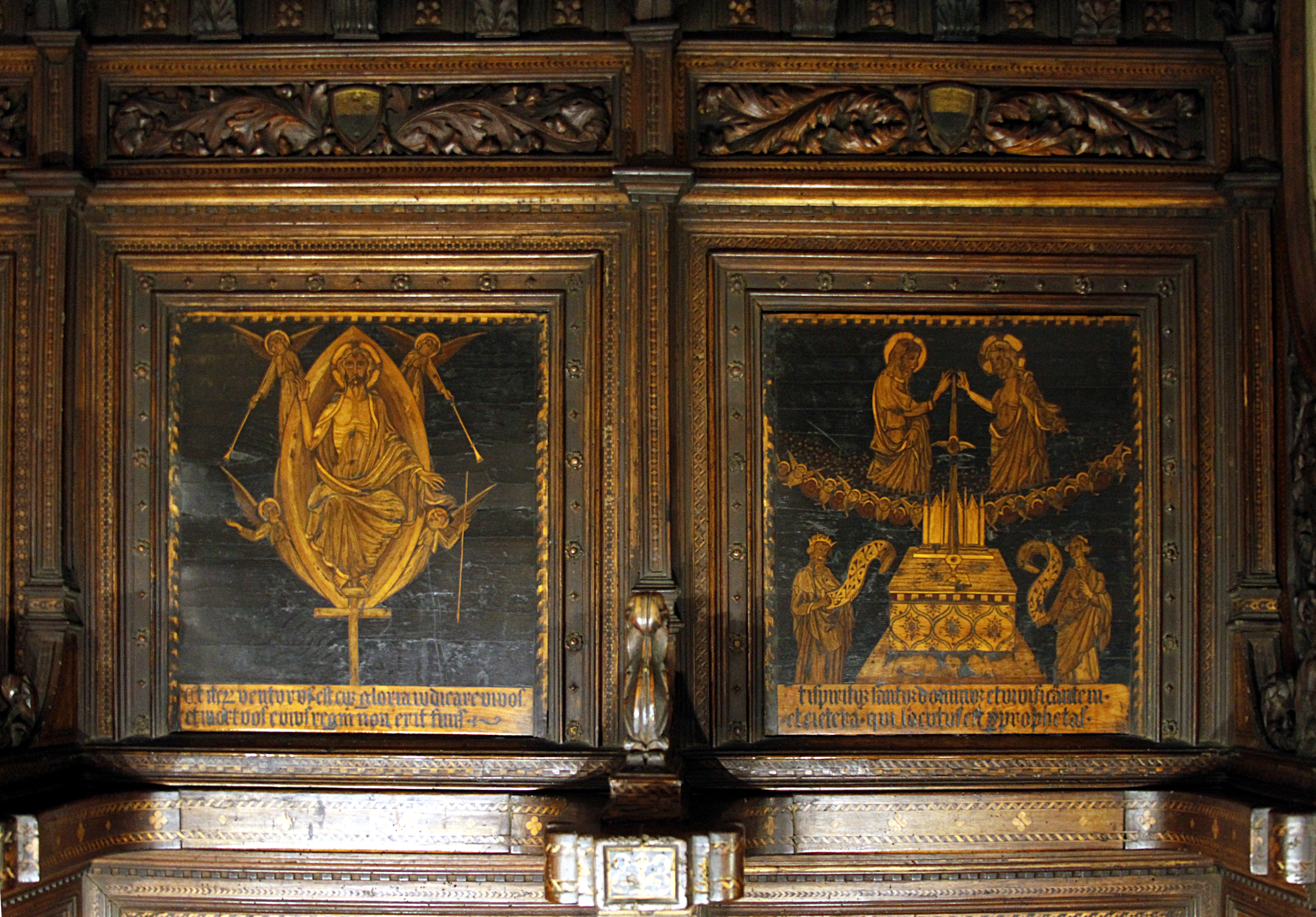
Domenico di Niccolò dei Cori, Coro ligneo della cappella del Palazzo Pubblico a Siena

### Trecento senese
Il primo esemplare di intarsio è un frammento del coro del Duomo di Orvieto, con l'Incoronazione della Vergine, ora conservato nel Museo dell'Opera del Duomo, opera anteriore al 1357 affidata al capomastro Vanni di Tura dell'Ammannato e ad una piccola squadra d'intarsiatori senesi, che utilizzarono cartoni di alta qualità che creano figure dalle sagome chiuse e inusuali come una vetrata o una tappezzeria tardogotica.
Nel corso del Trecento furono gli intarsiatori senesi a ricevere le maggiori commissioni: Pietro di Lando realizzò il coro ligneo per il Duomo di Fiesole nel 1371 e nel 1390 quello di Santa Maria del Fiore a Firenze (entrambi perduti); Francesco da Siena realizzò quello di Santa Croce a Firenze nel 1355 (perduto) e Nicolò dei Cori il coro del Duomo di Siena, completato nel 1394 (perduto), mentre dal 1415 al 1428 realizzò il coro ligneo della cappella del Palazzo Pubblico a Siena, unica sua opera conservata; Mattia di Nanni eseguì poi dal 1425 al 1430 la Giustizia e l'Intercessione della Vergine per Siena per un dossale della Sala delle Balestre del Comune senese.

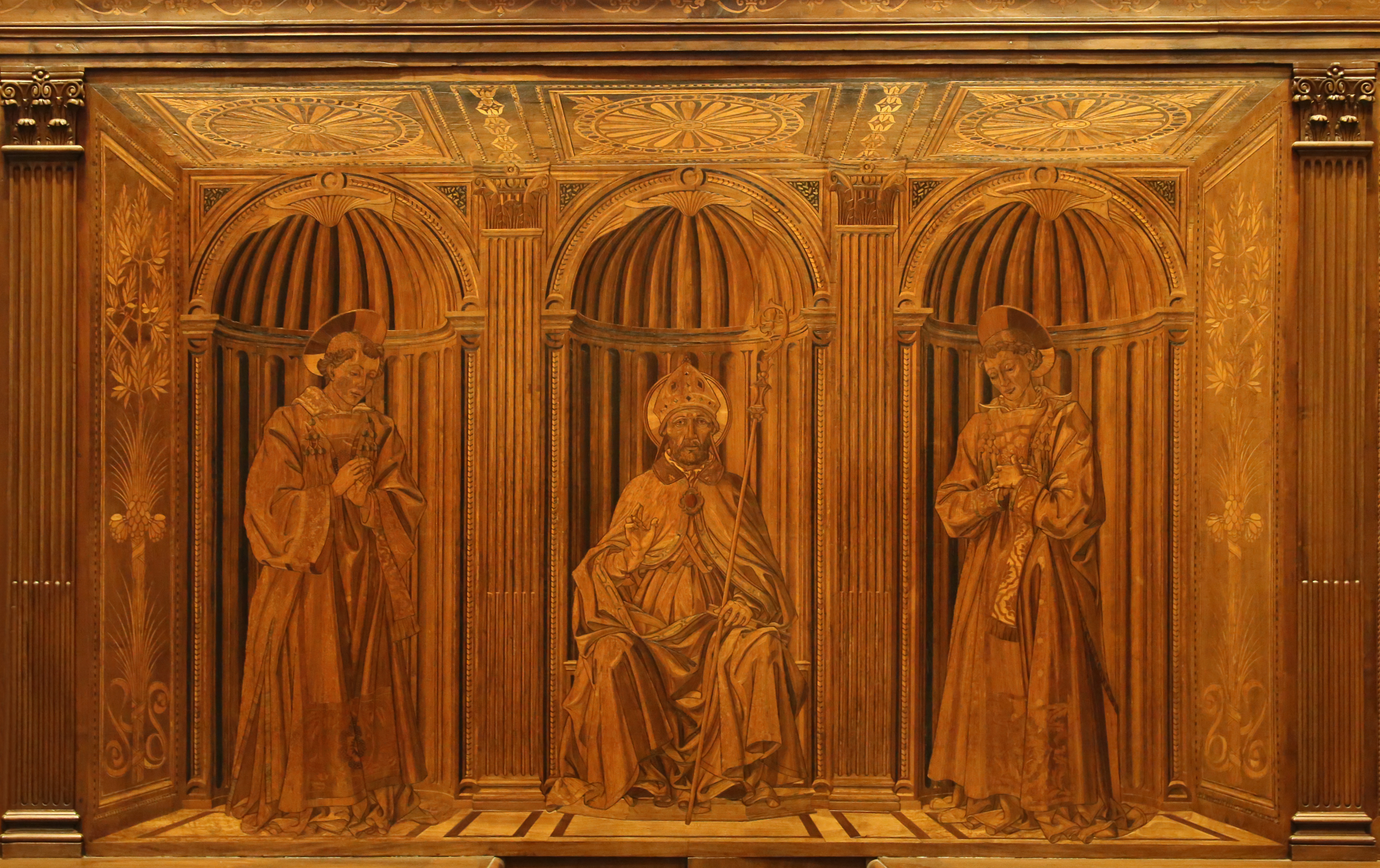
Giuliano da Maiano e Alesso Baldovinetti, Tarsie della sagrestia delle messe, Santa Maria del Fiore, Firenze

### Tarsie rinascimentali del Quattrocento

#### Maestri di prospettiva a Firenze
Con il successo del metodo prospettico a Firenze, la tarsia mutò il repertorio decorativo orientandosi su solidi geometrici e su vedute prospettiche, diventando il principale veicolo di trasmissione della rivoluzione prospettica. Nel 1436 venne commissionata ad Antonio Manetti e Agnolo di Lazzaro il rivestimento a intarsio delle pareti laterali della Sagrestia delle Messe in Santa Maria del Fiore, completata nel 1445; successivamente lavorarono sugli armadi della sacrestia Benedetto e Giuliano da Maiano con Scene della vita di Cristo e Profeti tra il 1463 e il 1465 su cartoni di Alesso Baldovinetti e di Maso Finiguerra.
Giuliano da Maiano, in collaborazione con il Francione (attivo successivamente a Pisa), eseguì le figure di Petrarca e Dante su cartone di Sandro Botticelli nel 1481 per la porta dell'Udienza nel Palazzo della Signoria, poi lavorò a Pisa, tra il 1471 e il 1479, lavorò nel coro del Duomo, e infine a Perugia nel 1491 dove eseguì, con Domenico del Tasso, il coro del Duomo.

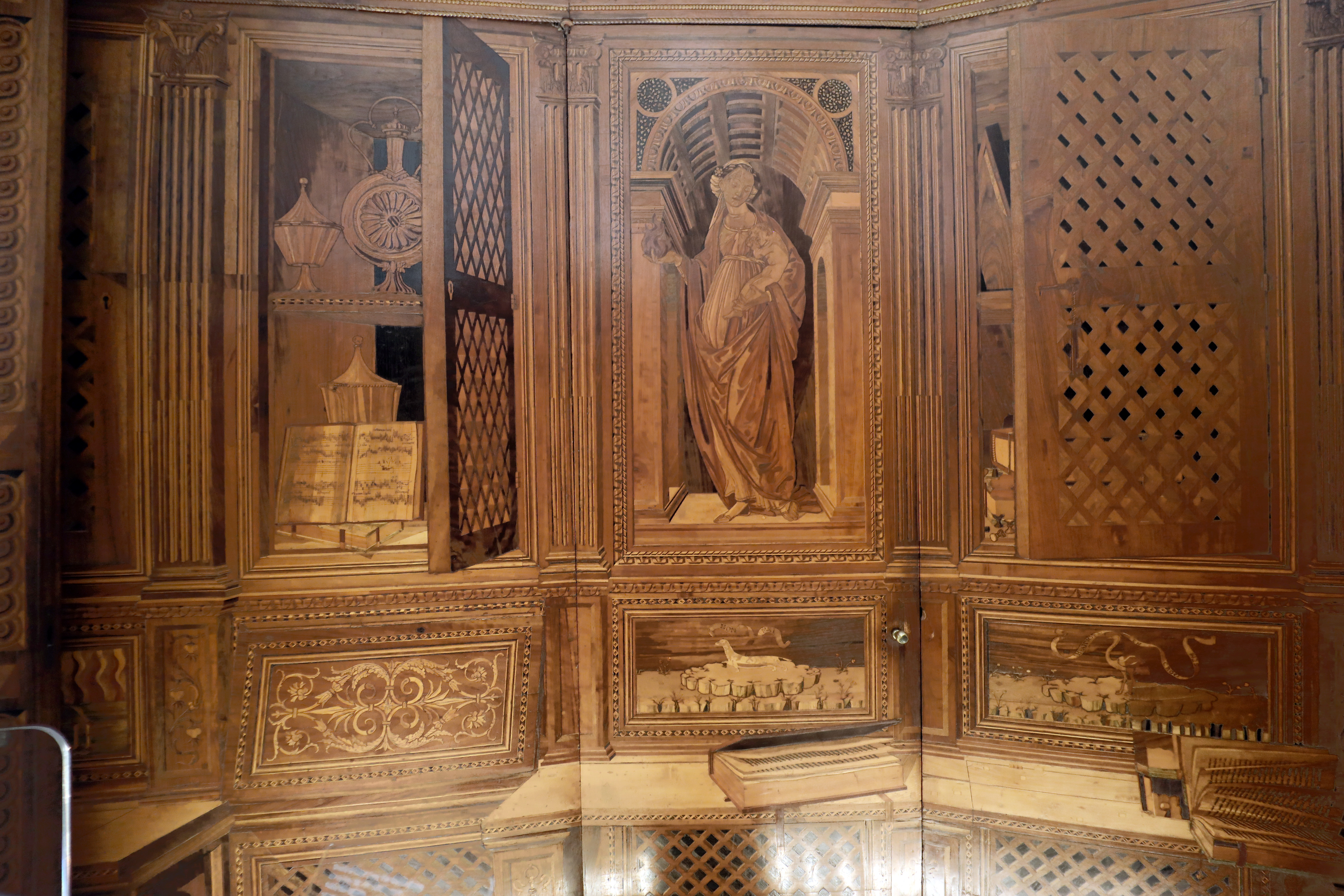
Baccio Pontelli, Studiolo di Federico da Montefeltro, Palazzo Ducale di Urbino

#### I due studioli metafisici di Federico da Montefeltro
Ai Maestri di prospettiva si rivolgeva la classe culturalmente più elevata, infatti il maggior campo di applicazione della tarsia era rappresentato dagli stalli dei cori e dagli studioli, entrambi simboli di un'ideale separatezza riflessiva, in cui sia il carattere immobile della tarsia sia i soggetti rappresentati (campionario di strumenti umanistici, armadi semiaperti che illusionisticamente lasciano intravedere il loro contenuto e le vedute di città ideali) sono adatti a incontrare i gusti dei colti committenti. Le tarsie per lo studiolo di Federico da Montefeltro nel Palazzo Ducale di Urbino vennero realizzati da Baccio Pontelli tra il 1474 e il 1476. Quali autori dei disegni da cui furono tratte le tarsie, si ipotizza che gli esecutori possano essere stati Botticelli, Francesco di Giorgio Martini e il giovane Donato Bramante. La parete bassa dello studiolo è completamente rivestita da una specie di stalli profani con scansie colme di libri, strumenti scientifici, armi allegoriche e vedute di città ideali, mentre nella parete sovrastante si innestano i 28 ritratti di uomini illustri di Giusto di Gand e Pedro Berruguete, disposti su due registri. Dello stesso tenore è lo studiolo eseguito per il palazzo Ducale di Gubbio, ora conservato al Metropolitan Museum of Art di New York.

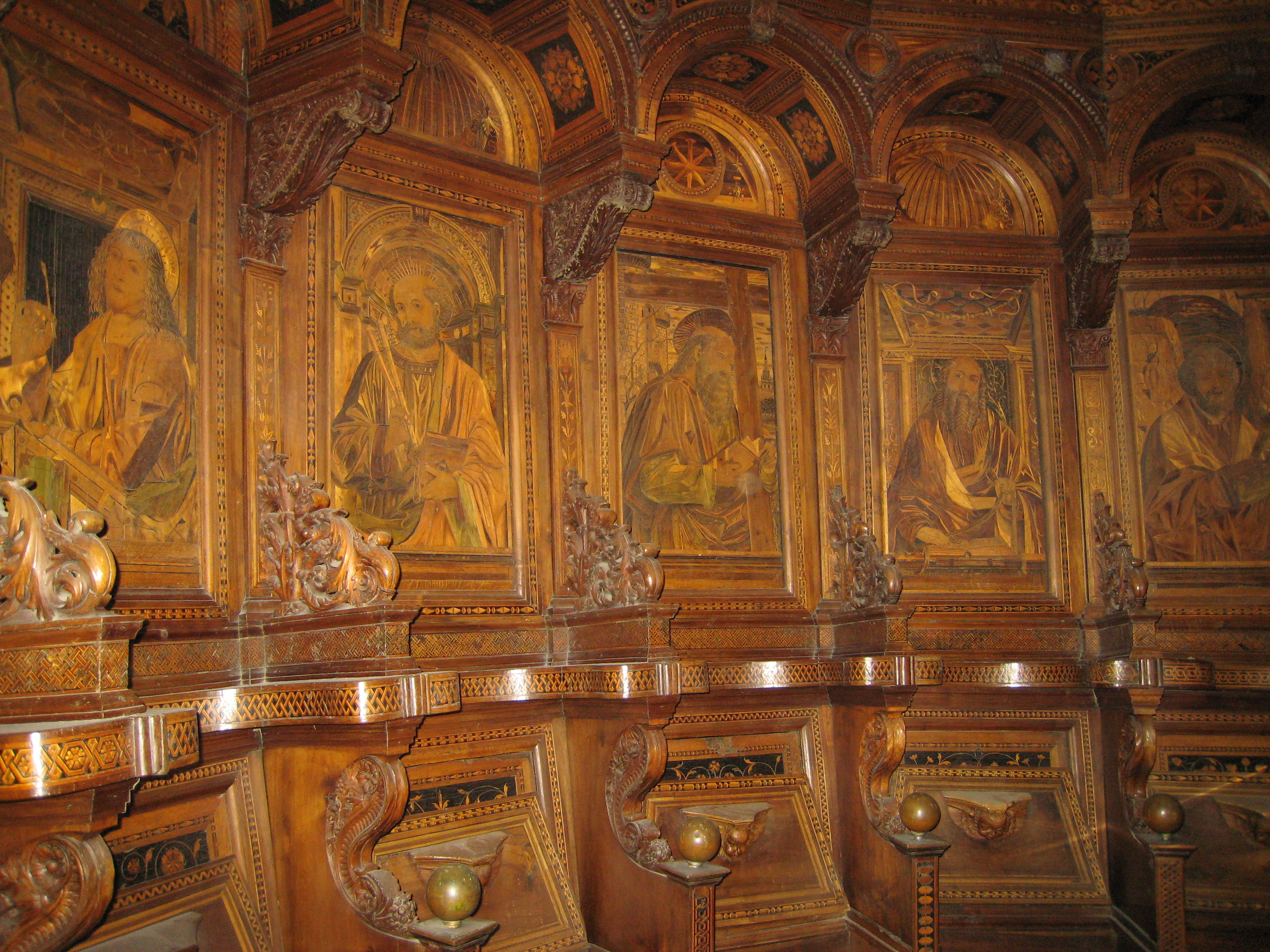
Coro ligneo, 1486 - 1497, Certosa di Pavia

#### La Certosa di Pavia
Nel nord Italia, la più vasta realizzazione ad intaglio nel XV secolo fu la creazione dei 42 stalli del coro dei monaci della Certosa di Pavia, i cui dossali raffigurano elaborate figure di Santi all'interno di scenari architettonici o naturali, oltre a prospetti con riquadri decorativi a motivi vegetali. L'impresa fu commissionata nel 1486 dal Duca di Milano Ludovico il Moro a Bartolomeo de Polli, intagliatore modenese già attivo a Mantova, che lavorò con la collaborazione degli intagliatori Antonio e Paolo Mola. All'opera collaborò anche l'intarsiatore cremonese Pantaleone de Marchi, con 12 tarsie con le immagini degli Apostoli.
Per l'elevato livello delle composizioni, si ritiene che abbiano fornito i modelli per le tarsie alcuni importanti pittori attivi in quegli anni nella Certosa, fra cui Ambrogio Bergognone, Iacopino de Mottis e Bernardo Zenale.

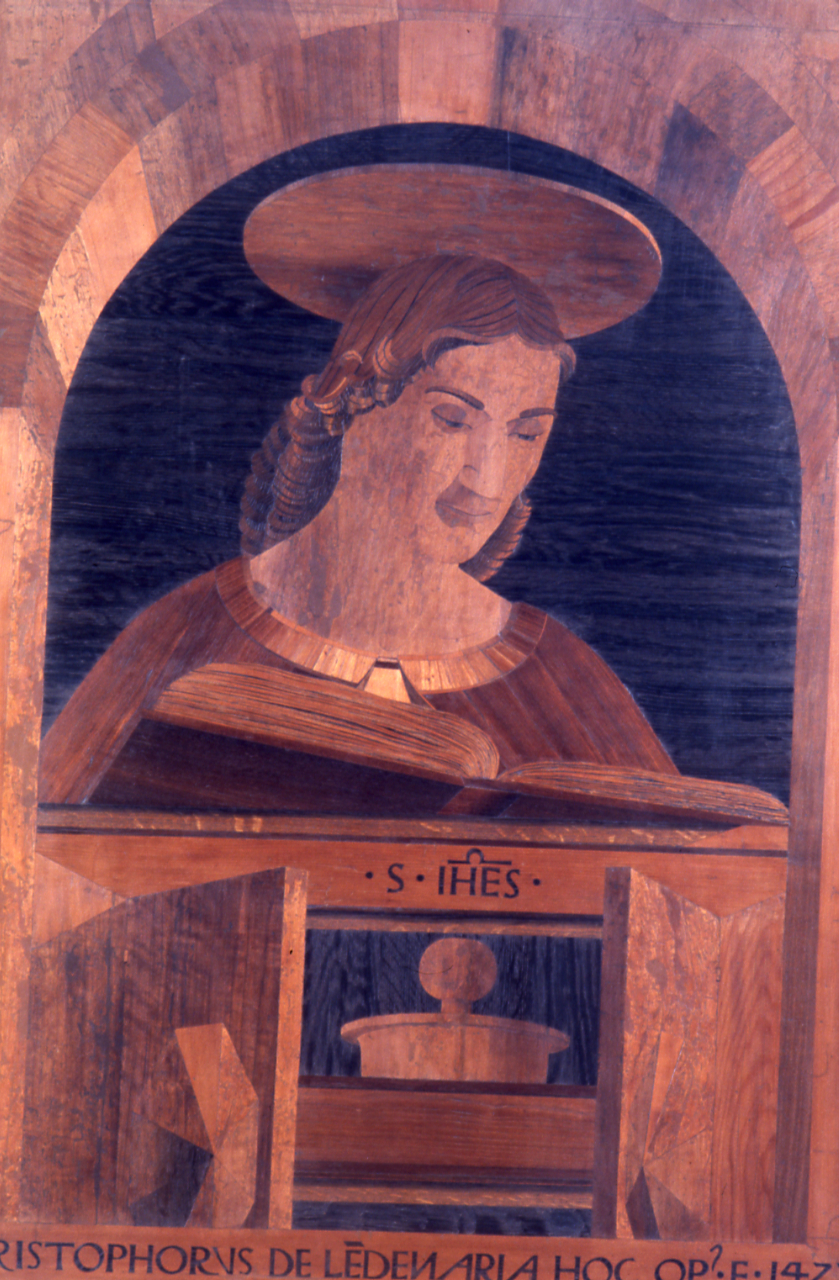
Cristoforo Canozi, Evangelisti, firmato e datato 1477, Duomo di Modena

#### La bottega dei Canozi da Lendinara
Al contrario dell'Italia centrale, nel Nord-Italia i maestri intarsiatori coincidevano con i preparatori di cartoni. Una delle botteghe meglio organizzate a cui furono commissionate importanti opere in molte città del settentrione fu quella dei fratelli Cristoforo e Lorenzo Canozi, noti anche come i da Lendinara, essendo provenienti dalla città polesana. Essi furono a contatto diretto con la pittura di Piero della Francesca, e contribuirono con la loro bottega e i loro collaboratori a diffondere il genere in tutto il Nord Italia: lavorarono insieme nello studiolo di Belfiore presso Ferrara tra il 1449 e il 1453; tra il 1462 e il 1469 furono a Padova dove realizzarono il coro della Basilica del Santo (distrutto nel 1749) e le porte della sacrestia della stessa.
Nel 1469 i due fratelli si separarono: Lorenzo lavorò nel Veneto ai dossali della sacrestia dei Frari a Venezia ed eseguì il coro di Sant'Antonio in Polesine a Ferrara. Nel 1474 Bernardino, figlio di Cristoforo, realizzò le spalliere della sacrestia del Duomo di Modena e tra il 1489 e il 1494 gli stalli del Battistero di Parma.
Cristoforo Canozzi lavorò al coro del Duomo di Parma, in collaborazione con Luchino Bianchino e nel 1477 eseguì le quattro tarsie con gli Evangelisti per il Duomo di Modena. Nel 1486 era a Pisa per il coro del Duomo, completato da Guido da Saravallino; morì prima di poter iniziare la sua ultima opera: i banconi della sacrestia dei Consorziati a Parma, realizzata da Luchino Bianchino.
A Lendinara all'interno del Palazzo Comunale nella “sala canoziana” è conservata la grata monacale lignea ad intaglio e traforo (1447 circa) realizzata in stile gotico dai fratelli Canozi.
Pietro Antonio degli Abati, cognato dei Canozi e loro collaboratore, nel 1484 lavorò a Vicenza per il coro di Santa Maria di Monte Berico, e tra il 1487 e il 1497 lavorò a Padova nella chiesa di San Giovanni di Verdara.
Giovanni Maria Platina, il miglior allievo di Cristoforo Canozi  da Lendinara. fu attivo a Cremona realizzando tra il 1477 e il 1480 un armadio per reliquie e tra il 1483 e il 1490 il coro del Duomo della stessa città.

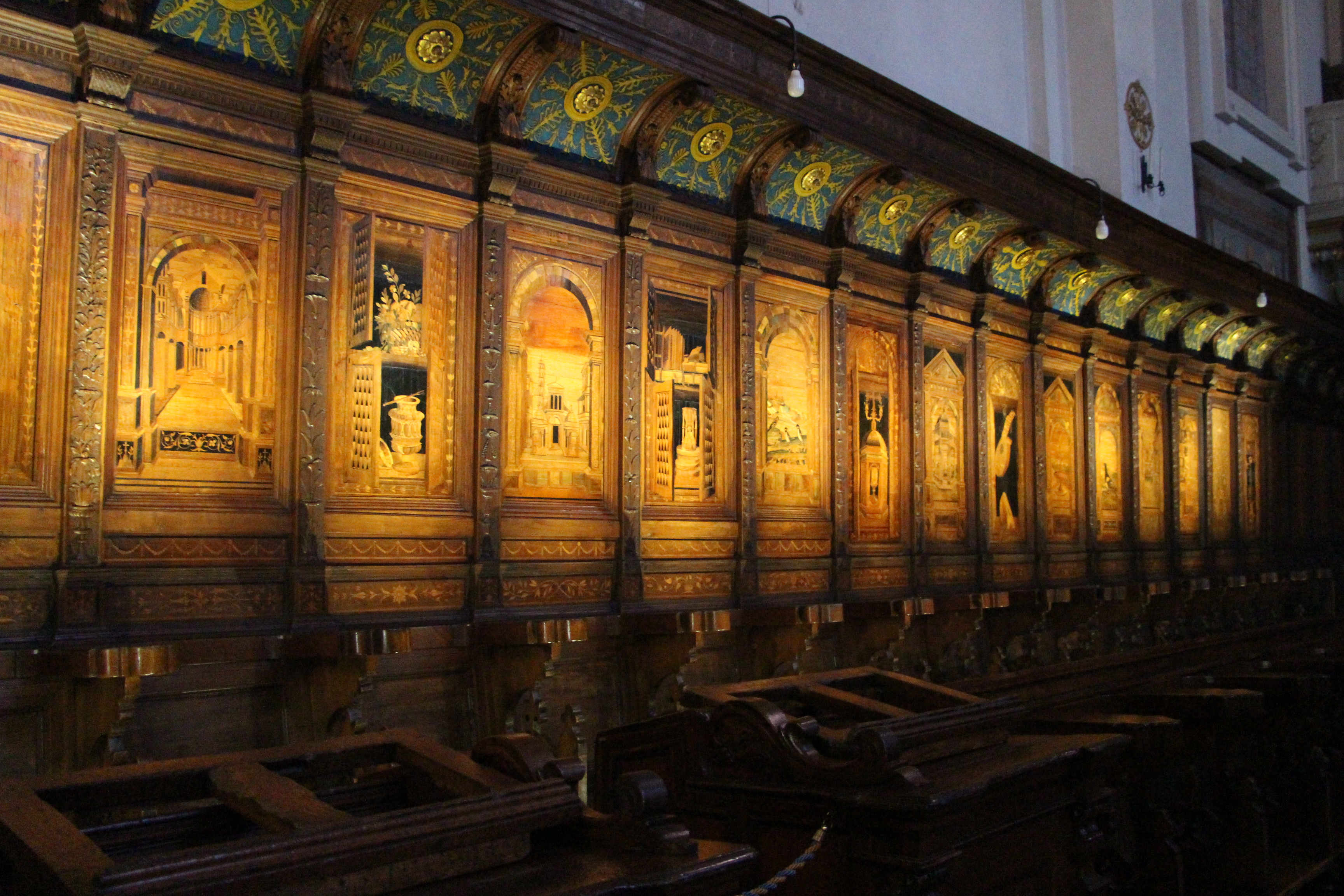
Fra Giovanni da Verona, coro dell'Abbazia di Monte Oliveto Maggiore a Siena, 1503-05

#### Giovanni da Verona e la maniera veneto-napoletana
A Venezia lavorò Fra Sebastiano da Rovigo e il suo allievo Fra Giovanni da Verona. Tra il 1491 e il 1499 eseguirono il coro di Santa Maria in Organo a Verona, dove le tarsie abbandonano il classico repertorio geometrico, diventando più intricate. Nei 27 stalli superiori gli schienali dei seggi, detti postergali, separati da pilastri, la parte inferiore è decorata con tipici motivi rinascimentali a grottesche, mentre nella parte superiore, una serie di archi inquadrano figure di santi o vedute prospettiche ideali, alternati a immagini di armadi con ante socchiuse che lasciano scorgere oggetti sacri e profani. L'opera, alla quale lavorò con la collaborazione di numerosi artisti, fra cui Raffaele da Brescia, fu firmato dall'artista "R(everend)o in X° [Christo] p(atri) f(ratri) Ioa(nn)i mo(nach)o".  Tra il 1503 e il 1505 Fra Giovanni eseguì il coro dell'Abbazia di Monte Oliveto Maggiore a Siena; dal 1506 al 1511 lavorò al convento di Monteoliveto a Napoli e tra il 1511 e il 1512 lavorò alle spalliere della Sala della Segnatura a Roma (perdute).

### Il Cinquecento, tardo rinascimento e manierismo

#### Le cattedrali di Savona e Genova
In Liguria nei primi anni del Cinquecento furono attivi Anselmo de Fornari, Elia Rocchi e Gian Michele Pantaleoni, la cui formazione deriva dal cantiere della Certosa di Pavia, autori degli stalli dei cori lignei della Cattedrale di Savona e della cattedrale di San Lorenzo a Genova.

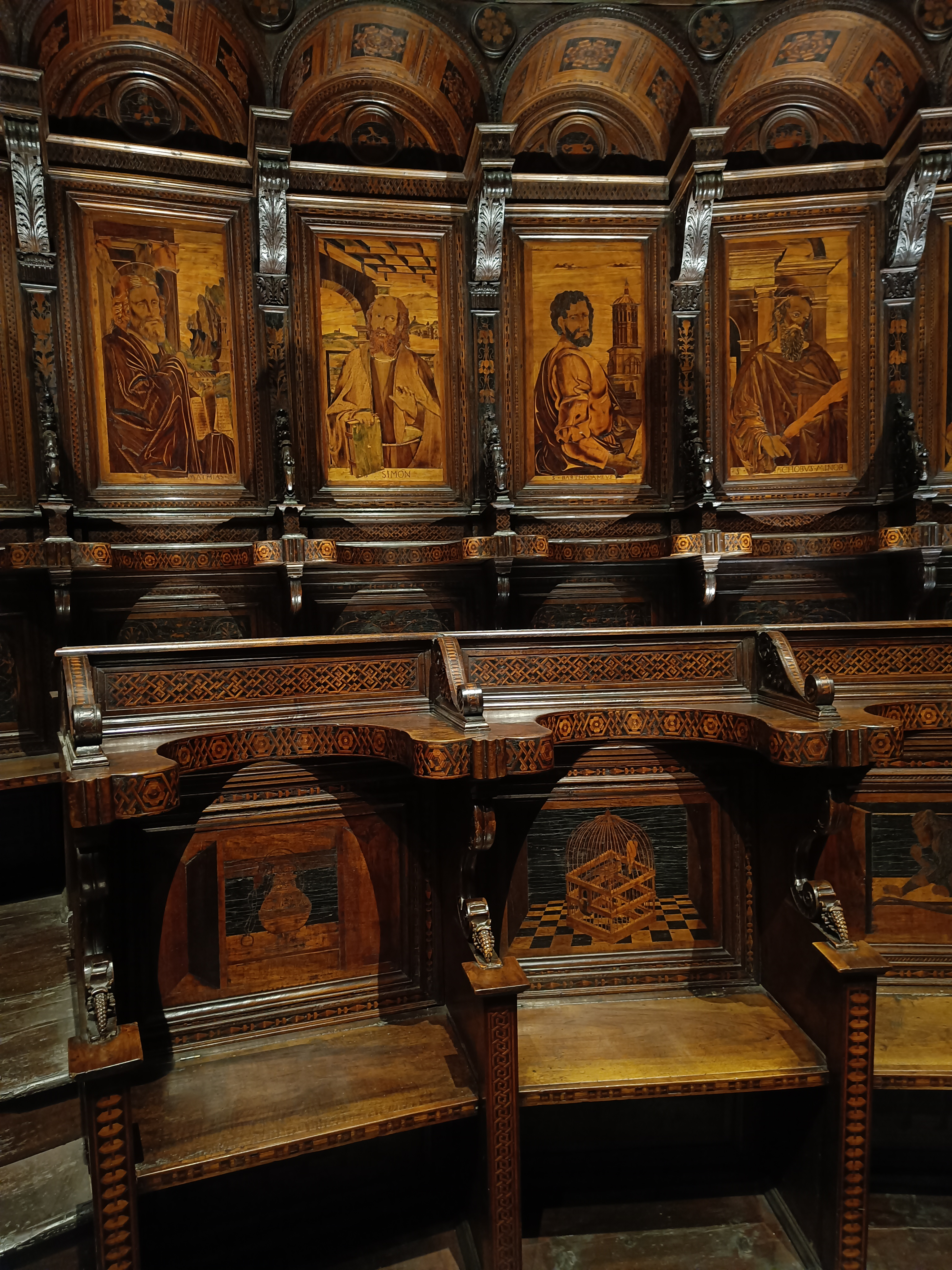
stalli del coro della Cattedrale di Savona, Anselmo de Fornari e Gian Michele Pantaleoni, 1521

#### Gli allievi di Fra Giovanni da Verona
Suoi allievi furono Giovanni Francesco d'Arezzo, che nel 1524 circa realizzò il coro della Certosa di San Martino a Napoli, i fratelli Bencivenni che dal 1521 al 1530 eseguirono il coro della cattedrale di Todi e Frà Raffaele da Brescia, che realizzò i postergali per il Monastero di San Michele in Bosco, oggi nella Cappella Malvezzi della Basilica di San Petronio a Bologna.

#### A Bologna il gran teatro di Fra Damiano
Fra Damiano Zambelli, detto Damiano da Bergamo, dal 1517 al 1526 fu attivo maggiormente a Bologna dove venne in contatto con gli studi sulla scenografia teatrale di Baldassarre Peruzzi. Dal 1528 al 1530 realizzò le spalliere del presbiterio di San Damiano in Bologna e tra il 1530 e il 1535 realizzò le spalliere per la cappella di San Domenico con Storie di san Domenico; tra il 1537 e 1538 curò poi il leggio e la porta del coro; dal 1541 al 1549 eseguì le storie bibliche del coro maggiore della basilica di San Domenico a Bologna.

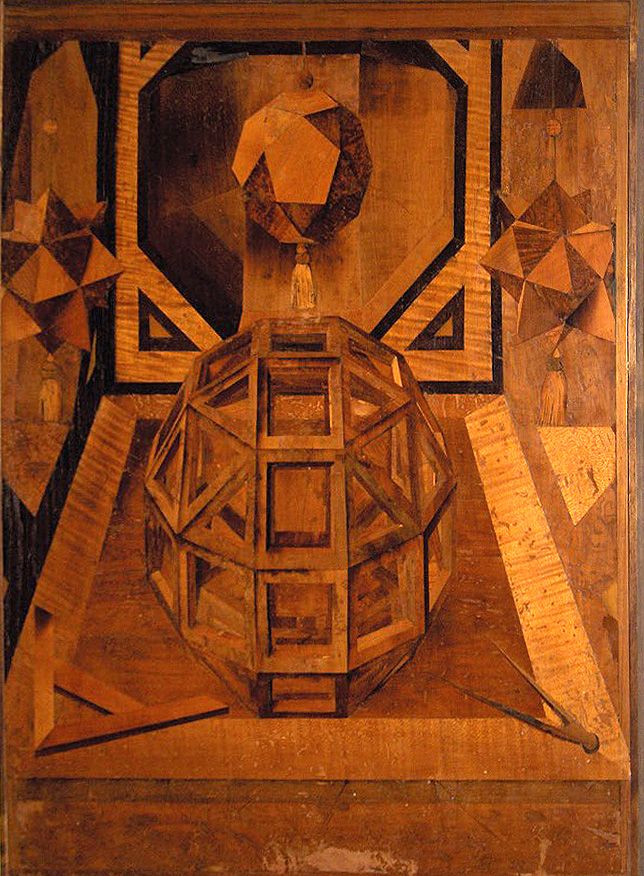
Figura geometrica di fra Damiano Zambelli nella basilica di San Domenico a Bologna

#### La Cappella Sistina dei "Legni tinti" in Santa Maria Maggiore a Bergamo
Nel corso del Cinquecento si andarono abbandonando i temi geometrizzanti per sostituirli con soggetti più prettamente pittorici: ne sono un esempio le Tarsie del coro della chiesa dei Santi Bartolomeo e Stefano a Bergamo, eseguite da Fra Damiano da Bergamo,  su disegni degli importanti pittori Benardino Zenale e Bramantino, e le tarsie per gli sportelli di copertura del coro di Santa Maria Maggiore a Bergamo di Giovan Francesco Capoferri, su cartoni del Lotto, realizzate tra il 1522 e il 1532 con allegorie che introducevano alle scene bibliche.

### Il declino
La fine dell'importanza della tarsia fu legata proprio al desiderio di allinearsi ai caratteri formali della pittura: con l'utilizzo sempre più massiccio di tinture per comporre le sempre più complesse scene narrative e l'abbandono del repertorio tradizionale, l'intarsio entrò in una sfera di dipendenza dalla pittura, venendo relegato a puro sfoggio di virtuosismo artigianale.
Nel XX secolo, a riportare in auge la tarsia è stato il Maestro tranese Andrea Gusmai. Egli, infatti, attraverso le sue celebri opere, ha contribuito a restituire dignità a questa forma d'arte, rievocando al mondo la sua bellezza.

## Intagliatori
- Domenico di Niccolò, detto "dei cori" (Siena, 1362 – 1453 ante)
- Giovanni Di Michele
- Antonio Barili (Siena, 1453 - 1529 circa)
- Giuliano da Maiano (Maiano, 1432 circa – Napoli, 17 ottobre 1490)
- Benedetto da Maiano (Maiano, 1442 – Firenze, 24 maggio 1497)
- Arduino da Baiso (Modena, circa 1385 – Modena, 1454)
- Lorenzo Canozi, noto anche come Lorenzo da Lendinara, Lorenzo Genesini (Lendinara, 1425 – Padova, 20 marzo 1477)
- Pier Antonio degli Abbati (Modena, 1430 circa – Rovigo, 1504 circa)
- Paolo e Antonio della Mola
- Baccio Pontelli (Firenze, 1450 circa – Urbino, 1494 circa)
- Agostino De Marchi (Crema, 1435 – Bologna, 1502 circa)
- Fra Giovanni da Verona (1457 circa – 1525)
- Frà Raffaele da Brescia (Brescia, 1479 ? – Roma, 1539)
- Fra Damiano Zambelli, Damiano da Bergamo (Zogno, 1490 circa – Bologna, 30 agosto 1549)
- Giovan Francesco Capoferri, o Capodiferro (Lovere, 1487 – Bergamo, 1534)